# Nødprævention
Nødprævention henviser til præventive metoder som, hvis de tages efter samleje, kan forhindre graviditet.
Blandt former for nødprævention er:
- Fortrydelsespiller — somme tider kaldet "dagen-derpå-piller" — er medicinske produkter som både kan forhindre ægløsning eller befrugtning og muligvis post-befrugtningsimplantering af en blastocyst (embryon). Fortrydelsespiller adskiller sig fra metoder indenfor medicinsk abort, som handler efter implantering.[1]
- Spiraler — bruges normalt som en primær præventionsmetode, men bruges også somme tider som nødprævention.

Som dens navn indikerer er nødprævention beregnet til lejlighedsvis brug, hvor de primære præventionsformer fejler. Siden nødpræventionsmetoder handler før implantering betragtes de medicinsk og juridisk som former for prævention. Nogle forskere mener at nødprævention muligvis først handler efter befrugtning, en mulighed som har fået nogle til at betragte nødprævention som et abortivum.
Pillerne skal typisk tages i en eller to doser, senest 72 timer efter samleje for at være effektive. De indeholder det syntetisk fremstillede kvindelige hormon gestagen – som er et kunstigt fremstillet hormon der agerer lig det naturlige graviditetsbevarende hormon progesteron.

## Fortrydelsespiller
Fortrydelsespiller kan indeholde højere doser af de samme hormoner (østrogener, progestiner eller begge) som findes i almindelige p-piller. Taget efter ubeskyttet samleje kan sådanne højere doser forhindre graviditet i at opstå. Mifepriston kan bruges som nødprævention, men er et anti-hormonelt stof, og indeholder ikke østrogen eller progestiner.
Udtrykket "dagen-derpå pille" er vildledende; fortrydelsespiller er effektive når de bruges kort efter samleje, og bør generelt bruges indenfor 72 timer efter seksuelt samleje, omend WHO bemærker at de kan bruges i op til 5 dage efter den almindelige prævention har fejlet.

### Typer af præventionspiller
De metoder som kun gør brug af progestin bruger progestinet levonorgestrel i en dosis på 1,5 mg, enten som to doser á 750 μg 12 timer fra hinanden, eller, som noget nyt, som en enkelt dosis. Progestinbaseret nødprævention går under mange produktnavne på verdensplan, deriblandt NorLevo i 44 lande, deriblandt størstedelen af Vesteuropa, Indien og flere lande i Afrika, Asien og Latinamerika; Plan B i USA, Canada og Honduras; Levonelle i Storbritannien, Irland, Australien, New Zealand, Portugal og Italien, og Postinor-2 i 44 andre lande, deriblandt størstedelen af Østeuropa, Mexico og mange andre latinamerikanske lande, Israel, Kina, Hong Kong, Taiwan og Singapore.
Den "kombinerede" pille, eller Yuzpe-metoden, bruger store doser af både østrogen og progestin, taget som to doser med 12 timers mellemrum. Denne metode betragtes nu som mindre effektiv og mindre tolereret end den progestinbaserede metode.
Det er muligt at opnå den samme dosis af hormoner, og dermed den samme effekt, ved at tage flere almindelige p-piller. For eksempel er 4 Ovral-piller det samme som 4 Preven-piller.
Stoffet mifepriston kan bruges enten som nødprævention eller som abortivum, afhængig af om det bruges før eller efter implantering. I USA bruges det oftest i 200- eller 600-mg-doser som abortivum, men i Kina er det oftest brugt som nødprævention.[kilde mangler] Som nødprævention er en lav dosis af mifepriston en smule mindre effektiv ind højere doser, men har færre bivirkninger. Pr. 2000 var den mindste tilgængelige dosis i USA 200 mg. Mifepriston er dog ikke godkendt til brug som nødprævention i USA. En gennemgang af studier i mennesker har konkluderet at 10-mg-doseringens præventive effekter skyldes dens effekter på ægløsning, men man har stadig ikke den fulde forståelse af mekanismerne bag. Højere doser af mifepriston kan forstyrre implantering og mifepristone kan, modsat levonorgestrel, godt afbryde et svangerskab.
Dagen-derpå-piller bør ikke forveksles med "abortpillen", også kendt som RU486, mifestone eller Mifeprex. Ifølge International Federation of Gynecology and Obstetrics er nødprævention ikke et abortivum fordi dets effekter sætter ind før implanteringens tidligste tidspunkt.[kilde mangler] Siden det taget effekt før implantering betragtes det medicinsk og juridisk som præventionsformer.

## Virkningsmåde
Pillerne virker forskelligt afhængig af hvor i menstruationscyklussen kvinden befinder sig. Hvis der endnu ikke er sket ægløsning vil
hormonet bevirke at ægløsningen forsinkes eller afbrydes således at der ikke forekommer en befrugtning. Hvis der derimod allerede har været
ægløsning viser undersøgelser  at nødprævention ikke har nogen effekt.
Hvis nødprævention tages inden ægløsning, men ikke hindrer ægløsning er der registreret visse ændringer, blandt andet hormonelle, som muligvis kan hindre implantationen af befrugtede æg.
Nødprævention har ikke nogen effekt på en påbegyndt graviditet.
Pillerne medfører ofte bivirkninger som kvalme, opkastninger og brystspændinger. Grundet præparatets nylige introduktion på markedet kendes de langsigtede bivirkninger ikke med sikkerhed.